# Méaudre
Méaudre è un comune francese soppresso del dipartimento dell'Isère della regione dell'Alvernia-Rodano-Alpi. Dal 1º gennaio 2016 si è fuso con il comune di Autrans per formare il nuovo comune di Autrans-Méaudre-en-Vercors di cui è divenuto comune delegato.

## Società

### Evoluzione demografica
Abitanti censiti